# 比叡山

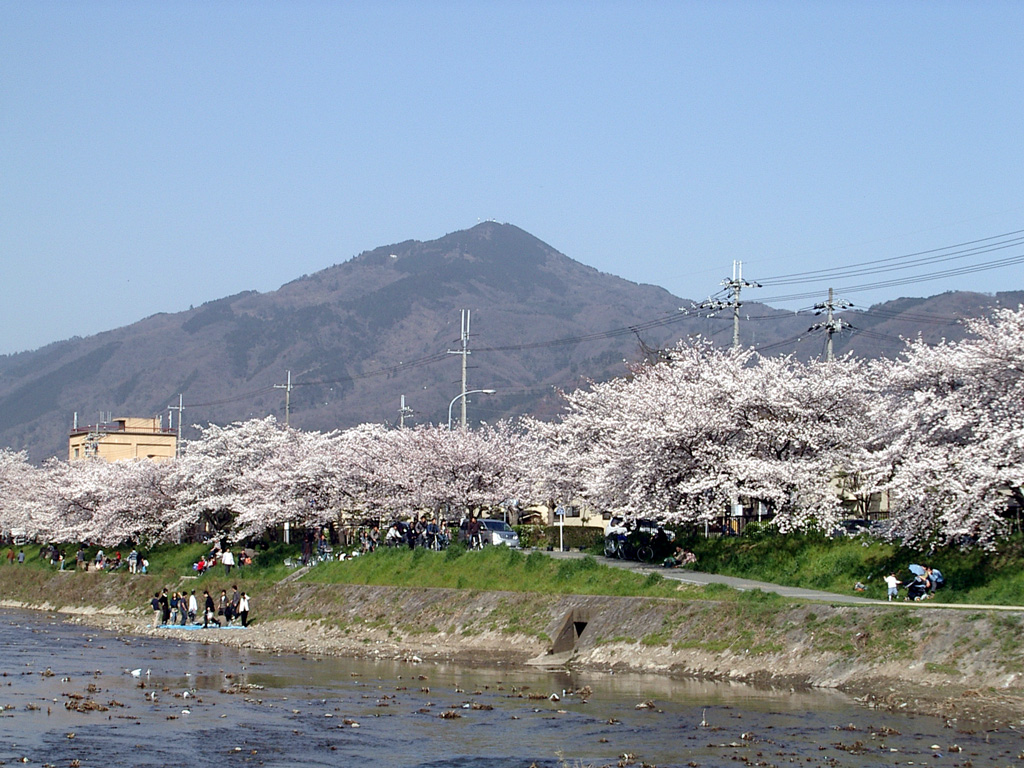
遠眺比叡山

比叡山（日语：／ Hieizan），別稱叡山、北嶺、天台山等，是位於日本京都府京都市東北隅的山岳，由大比叡岳和四明岳所組成，最高點位於鄰縣滋賀縣大津市境內的大比叡山，標高848公尺。

## 沿革
比叡山自古即被視為鎮護京師的聖山，山中有歷史悠久且香火鼎盛的延曆寺與日吉大社，朝拜信徒絡繹不絕，尤其延曆寺為日本佛教天台宗的總本山，也因此比叡山幾乎成為延曆寺的代名詞。1571年9月30日織田信長下令火燒比叡山。联合国教育科学文化组织於1994年指定延曆寺為世界文化遺產。

## 關連項目
- 山王信仰
- 比叡山食人野僧